# “10·7”毛豆油走私案
“10·7”毛豆油走私案是1996至1998年发生在武汉海关的特大毛豆油走私案。

## 案情
1996至1998年，湖北裕伟公司法人代表黄海勇、湖北裕伟公司总经理、香港宝润集团董事潘子牛，勾结武汉海关关长莫海涛，以公司名义用进料加工手册免税进口毛豆油后倒卖。
1996年8月到1997年1月，黄海勇、潘子牛分别以武汉对外经济贸易发展公司、深圳国际实业有限公司的名义，在武汉海关申领到毛豆油进料加工手册3本共计6万吨，经武汉海关关长莫海涛直接批准备案。其后，未经海关许可便将毛豆油6万吨出售给上海、天津、武汉的5家公司。
1997年1月到5月，黄海勇、潘子牛将香港宝润集团以假合资的方式与武汉油脂集团公司成立武汉丰润油脂保税仓库有限公司。此后两人向武汉海关提交了设立武汉丰润油脂保税仓库的报告。莫海涛在向中华人民共和国海关总署申报前，未实地考察，也未经武汉海关领导班子集体研究，从而使武汉丰润油脂保税仓库成为无库址、无面积、无设施、无监管人员的虚假仓库。黄海勇、潘子牛等人随后以保税的名义将自上海转关武汉、计入保税库监管的大约4.7万吨毛豆油走私给3家油脂公司。

## 相关案件
和此案有关的还有“羊毛条案”、“原糖案”等案件。“羊毛条案”是1996年11月，黄海勇等人用深圳某公司名义向武汉海关申报羊毛条500吨进料加工手册备案，经过莫海涛签批，领取了进料加工手册。黄海勇将手册通过张庆倒卖给天津英仑组织原料公司经理田克志，田克志用进料加工的方法进口羊毛条500吨，不经海关许可便在河北省、天津市等地出售。1997年9月，黄海勇等人将手册项下羊毛条500吨办理从深圳蛇口海关出口的假出口手续，向武汉海关申请核销。1997年10月，武汉海关发现出口报关单为伪造，武汉海关办公室建议移交海关调查处，莫海涛决定不移交立案。1998年4月，黄海勇等人又用加工的名义假结转至广东省湛江市，在武汉海关将羊毛条500吨备案核销，导致国家损失关税、增值税653万余元人民币。
“原糖案”是1996年1月，深圳裕伟贸易实业有限公司进口1.75万吨原糖，报关价110美元/吨。黄海勇等人通过杨某找到时任深圳海关副关长莫海涛要求降价纳税，莫海涛明知该公司标报关价低于国家原糖征税规定，却违反审批权限签批“给予照顾”。后莫海涛指使深圳海关关税处李某、蛇口海关副关长周某接受报关价，把1.75万吨吨原糖由300美元/吨（海关总署征税参考价格）降到110美元/吨征税，导致国家损失关税、增值税1213万余元人民币。

## 查处
2001年案发后，武汉海关关长莫海涛被逮捕，黄海勇、潘子牛潜逃美国。国际刑警组织随后对黄海勇、潘子牛发出红色通报。
2002年11月27日，湖北省武汉市中级人民法院对莫海涛作出一审判决，认定其犯玩忽职守罪，判处有期徒刑3年。莫海涛提出上诉，武汉市人民检察院以一审量刑畸轻提出抗诉。2003年11月18日，湖北省高级人民法院驳回武汉市人民检察院抗诉和莫海涛上诉，维持原判。
在逃几年后，潘子牛又转到秘鲁逗留数年。2011年10月9日，潘子牛被中国警方逮捕。2012年10月17日，湖北省武汉市中级人民法院作出（2011）武刑初字第00280号刑事判决，被告人潘子牛提出上诉。2014年8月15日，湖北省高级人民法院作出（2013）鄂刑一终字第00001号刑事判决，维持湖北省武汉市中级人民法院（2011）武刑初字第00280号刑事判决中对上诉人潘子牛的定罪部分及财物处置部分；撤销该判决中对上诉人潘子牛的量刑部分，改判潘子牛犯走私普通货物罪，判处有期徒刑十年。
黄海勇于1998年8月出逃。2001年，中国通过国际刑警组织对黄海勇发布红色通报。2008年10月，根据国际刑警组织红色通报，秘鲁警方逮捕黄海勇，中国随即依照2001年签署的《中秘引渡条约》请求引渡黄海勇。黄海勇聘请秘鲁知名律师，谎称其被引渡回中国会面临死刑问题及人权问题，将案件两次上诉到秘鲁最高法院、两次上诉到秘鲁宪法法院，后又申诉到美洲人权委员会，后来被美洲人权委员会提交美洲人权法院。在此过程中，秘鲁宪法法院和美洲人权委员会均曾作出不利于引渡的裁判。2014年9月3日，应秘鲁政府邀请，北京师范大学刑事法律科学研究院院长、中国刑法学研究会会长赵秉志教授等人组成专家团，就中国刑事司法制度、引渡制度、人权状况到巴拉圭亚松森的美洲人权法院巡回法庭出庭作证。2015年9月16日，美洲人权法院判决支持引渡黄海勇。2016年7月17日，由中华人民共和国外交部牵头、中央纪委和中华人民共和国海关总署派员参加的押解小组将黄海勇自秘鲁引渡回中国。历时8年引渡黄海勇也成为截至2016年中华人民共和国最复杂的自境外引渡案。